# Lucio Pomponio Silvano
Lucio Pomponio Silvano (en latín, Lucius Pomponius Silvanus) fue un senador romano de finales del siglo I y comienzos del siglo II, que desarrolló su carrera política bajo los imperios de Domiciano, Nerva, Trajano y Adriano.

## Carrera
Miembro de la gens Pomponia, su único cargo conocido fue el de consul suffectus para el nundinum de mayo a junio de 121.